# Mitsubishi Carisma
O Carisma é um automóvel compacto da Mitsubishi, desenvolvido em parceria com a Volvo. Foi disponibilizado no mercado europeu e construído na fábrica da NedCar na Holanda. Partilha o chassis da primeira geração do Volvo S40/Volvo V40 e do Mitsubishi Space Star. Surgiu em 1995 e terminou a sua produção em 2004.
O Mitsubishi Carisma esteve disponível nas versões sedan (4 portas) e hatchback (5 portas) e estava equipado com motores a gasolina, desde o 1.3, 1.6 até ao 1.8 e 1.8 GDI (Gasoline Direct Injection), e motores a gasóleo, desde o 1.9 TD derivado da Renault com 90 cvs e o 1.9 DI-D de 102 ou 115 cvs (motor F9Q1 ou F9Q2, respetivamente) também de origem Renault.
E é de referir que em alguns mercados internacionais onde não é vendido o Mitsubishi Lancer, a versão mais desportiva da gama, o Mitsubishi Lancer Evolution, era vendido com o nome de Carisma GT, ao qual partilha o mesmo motor 2.0 turbo de 272 cvs.
Em meados de 2000, o Mitsubishi Carisma sofreu uma reestilização, levando uma nova grelha frontal, novos faróis e o interior revisto. A sua produção terminou em 2004, dando lugar ao atual Mitsubishi Lancer.